# 1959年のテレビ (日本)
1959年のテレビ（1959ねんのテレビ）では、1959年（昭和34年）の日本におけるテレビジョン放送全般の動向についてまとめる。

## 主なできごと
前年を上回る開局ラッシュ。東京ではNHK教育テレビ、日本教育テレビ（NET、後のテレビ朝日）、フジテレビが開局。（「#開局・放送開始」等の項目も参照）
- NHK
  - 新たに教育テレビが1月10日東京にて放送開始。4月1日大阪での同放送が開始。これに伴い、従来のテレビチャンネルは「総合テレビ」という名称になる。又、4月5日には東京の総合テレビと教育テレビのチャンネルが入れ替わる。
  - 総合テレビはこの年3月に鳥取を皮切りに、徳島、青森、福島、山口、福井、大分、山梨、島根、山形、秋田の各県にて開局。北海道では1956年の札幌地区に続き、この年は帯広・釧路の両地区にて開局した。
- 民放 - 当時米領土だった沖縄の1局を含めると21局が開局。
  - 東京：2月1日に日本教育テレビ（NET、後のテレビ朝日）、3月1日にフジテレビがそれぞれ開局。
  - 大阪：毎日放送が3月1日に開局。
  - 東阪を除く大都市圏：九州朝日放送（福岡県民放3局目）、札幌テレビ放送（北海道同2局目）、東北放送（宮城県同初）、ラジオ中国（後の中国放送）（広島県同初）が開局。
  - その他地方：元日の長崎放送を皮切りに13局（当時米領だった沖縄を除く）が各県域にて初の開局[注 1]。当時米領だった沖縄では、沖縄テレビが開局している。

6月1日、朝日放送と大阪テレビが合併。
これにより、朝日放送はテレビ・ラジオ兼営となり、朝日放送テレビが正式に誕生。
8月1日、ラジオ東京テレビ（KRテレビ、後のTBSテレビ）をキーステーションとする、ジャパン・ニュース・ネットワーク（JNN）が発足。
発足時はKRテレビを始め、計16局が加盟。
テレビ番組
- 4月10日、皇太子御成婚パレードをNHK・民放各局で生中継。これを機に、テレビの受信契約台数が200万件を突破した。
- NHK総合にて、子供向け番組『おかあさんといっしょ』放送開始（2025年現在も教育テレビ（Eテレ）にて継続中）。
- KRテレビにて、兼高かおるが世界各国を旅する紀行番組『兼高かおる世界飛び歩き』が放送開始。翌年に『兼高かおる世界の旅』へ番組名を変更、1990年の放送終了まで30年余も続く長寿番組となる。

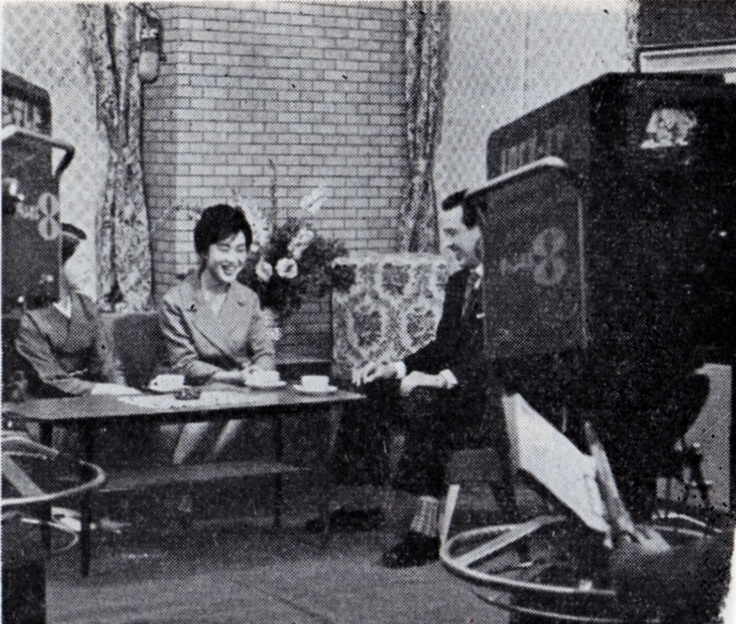
『スター千一夜』（写真は1960年、島津貴子がゲストの回）

- フジテレビの開局に伴い、開局日に同局の看板番組『スター千一夜』放送開始。1981年9月の番組終了まで22年半に渡る長寿番組となる。
- ヤンマー一社提供の気象番組『ヤン坊マー坊天気予報』が、全国の民放で放送開始。2014年まで続く長寿番組となる。
- NETにて、米CBS制作のテレビ映画『ローハイド』が放送開始。番組どころか、フランキー・レインによる主題歌も大ヒットとなり、同局の初期の看板番組の1つとなる。
- 6月25日、NHK総合と日本テレビで、プロ野球天覧試合「巨人対阪神」戦（後楽園球場）を中継。巨人の長嶋茂雄が阪神の村山実投手からサヨナラホームランを打って伝説となる。
- NHK、海外取材番組の放送を開始。
- 日本テレビがカラー実験放送にてCM放映の許可が郵政省から認可されたのを機に、4月10日からゴールデンタイムにて、多くの番組がカラー化されたり、カラーのレギュラー新番組が登場する様になる（後述）。
- 上記の他、以下のレギュラー番組が放送を開始。
  - NHK総合:『婦人百科』、『海外取材番組』
  - NHK教育:『芸術劇場』
  - フジテレビ:『おとなの漫画』、『ザ・ヒットパレード』
  - NET: 『デン助劇場』
  - 毎日放送:『真珠の小箱』、『皇室アルバム』

カラーテレビ実験放送
- 郵政省が4月8日にカラー実験放送に於いてのCM放映を認可したのを受け、日本テレビが同実験放送を同月10日からゴールデンタイムに移行したのを機に、同実験放送が大躍進する。日本初のカラーCMを放映したのを皮切りに、スタジオカラーカメラを使用したドラマ、バラエティー番組を始め、カラー中継車を使用した皇太子御成婚パレードやボクシング、プロレス、プロ野球を始めとするスポーツ等の実況生中継を含め、多くのカラー番組制作・放送を開始。10月には日本初のカラーVTRが納入され、12月には日本初のカラーVTRによる放送を実施した。
- カラークロマキーによる画面合成の実用化を、日本テレビが9月に、NHKが10月に行っている。
- KRテレビが2月2日にカラー実験放送を開始。5月15日には、東京国際見本市のイベント会場から、初のスタジオカラーカメラ実写によるカラー放送を行う。

放送に関する法律関係
- この年、放送法が改正、4月22日に施行。主な改正内容は以下の通り。
  - 全般 
    - 放送番組の向上適正化措置として放送番組相互間の調和保持
    - 番組審議会の設置と番組基準の制定
    - 番組の事後保存について
    - 放送局に対する郵政大臣の資料請求権を認める

  - NHKについて
    - 公共的使命の明確化と業務範囲の整理拡充 (調査研究・民放への便宜供与など)
    - 経営委員会と会長の分離
    - 暫定予算制度の新設

  - 民放について
    - 特定の者からのみ番組供給を受ける協定の禁止（地方民放局の番組編成の自主性確保）
    - 学校放送における広告の制限
- 9月18日、郵政省が「一般放送事業者に対する根本的基準第9条の適用の方針」を決定、10月1日施行。以下の民放免許の方針を規定し、マスメディア集中排除原則を明文化した。
  - 放送局の複数支配の禁止
  - ラジオ・テレビ・新聞の3事業支配の禁止
  - 地域社会への貢献 など

## 番組関係のできごと
1月
- 1日 - 中部日本放送、『伊勢神宮初詣風景』をヘリコプターで中継放送。[1]
- 5日 - NHK（総合）、早朝の報道番組拡充の一環で午前8時台に新設されたニュース解説番組『けさのニュースから』放送開始。[1][2]
- 10日
  - NHK、東京にてNHK教育テレビジョンが開局、本放送開始。[1]
    - これに伴い、この日から同チャンネルにて初のレギュラー番組『教師の時間』と『音楽夜話』の放送を開始。[1][3]

  - 日本教育テレビ（NET）、18時から試験放送を開始。同社の第4スタジオから生番組を放送。番組第一声は、NHKから移籍した山形定房アナウンサーが発した。[4]
- 11日 - NHK教育にて、『芸術劇場』放送開始。[1]

2月
- 1日 - 午前9時55分、日本教育テレビ（NET、後のテレビ朝日）開局、本放送開始。[1][5]
  - 本放送第一声は、大澤龍樹アナウンサーが担当。その後、『番組のお知らせ』を合図に、10時から『獅子舞』、10時10分から、同社会長の大川博（当時）による開局の挨拶と続いた。[6]
  - 開局記念番組が、同日から7日まで放送される（詳細は下部の「#日本教育テレビ（NET）開局記念番組」を参照）。[7]
  - 開局日に、文部省提供による番組『明日へひらく窓』を放送。[1]
- 2日
  - NHK総合、国会の衆院予算委の総括質問をテレビ初放送。[1][8]
  - ラジオ東京テレビ（KRテレビ、後のTBSテレビ）、13時30分からカラーテレビ実験放送を開始[1][9][10][11]。最初の番組は、東映の短編カラー映画「夢見童子」だった[12]。
- 4日 - NHK、この日から総合・教育両テレビにて、「NHKイタリア歌劇団 第2次公演」の模様を、東京宝塚劇場から随時放送[1][13]。この日は黄金のトランペットと言われた伝説の名テノール歌手、マリオ・デル・モナコが登場し、彼の一番の当たり役と言われた、ヴェルディ作曲 歌劇『オテロ』を総合テレビにて中継[14]。全8回のイタリア歌劇団公演の中でもこの『オテロ』の上演は白眉とされ、デル・モナコの歌唱は、日本のオペラ界における「黒船｣にも喩えられた。
- 7日 - NET、中村メイコの司会によるトーク番組『メイコのごめん遊ばせ』放送開始（ - 1968年3月25日）[1]。この日放送の第1回のゲストは、徳川夢声だった。[15]
- 15日 - 日本テレビ、この日放送予定だった新国劇『松川事件』（作・北条秀司）が、同事件が最高裁で審理中で、弁護人側の資料に偏った内容という理由で放送中止となる。[1][16]

3月
- 1日
  - フジテレビジョン開局。[1]
    - 開局のこの日に、同局の長い間看板となる旭化成一社提供の芸能トーク番組『スター千一夜』が放送開始（ - 1981年9月25日）。[1]

  - NHK総合、京都市の皇室関連施設 桂離宮から、特別番組『桂離宮』を中継放送。[1][17]
  - NHK教育、「NHKイタリア歌劇団 第2次公演」の放送（この日はビゼー作曲　歌劇『カルメン』より 第2・4幕を放送）にて、AMモノラル2波による立体（ステレオ）番組『立体音楽堂』とコラボを組み、NHK教育（中央）・ラジオ第1（左）・ラジオ第2（右）での3元立体（＝3チャンネルステレオ）放送を行う。[1][18][19]
- 2日 - フジテレビ、ハナ肇とクレージーキャッツによる5分間の時事風刺コメディ番組『おとなの漫画』放送開始（ - 1964年12月31日）。[1]
- 6日 - 毎日放送、近畿日本鉄道一社提供の紀行番組『真珠の小箱』放送開始（ - 2004年3月27日）。[1][20]
- 8日 - 朝日放送大阪テレビ、この日の大相撲春場所の中継で、初のスローVTRを使用[1]。又、900mmのズームレンズを初使用する。[21]
- 9日 - 毎日放送、公開コメディ番組『番頭はんと丁稚どん』放送開始（ - 1961年12月25日。作:花登筺、出演:大村崑 他。七ふく製薬一社提供）。[1][20]

4月
- 1日 - 毎日放送、この日から阪神甲子園球場で行われる「第31回選抜高等学校野球大会」の全試合のテレビ中継を開始。この年、当初決勝は4月8日開催の予定だったが、翌9日まで雨天で順延となり10日に行われたものの、この時は後述の皇太子御成婚慶祝特番（MBSはKRテレビ・NET共同制作をネット放送）の為、放送を行うことができなかった。[20]
- 3日 - NHK総合、祇園会などの伝承祭事や民家、日本料理等の歴史的起源や背景を、今日的な意義を盛り込んで紹介する番組『日本の伝統』放送開始（ - 1962年3月30日で一旦終了。その後1964年4月10日に再開、1967年3月28日まで続いた）。[1][22]
- 6日 - NHKが番組改定。[1]
  - ラジオ・テレビ相互の効果的編成を目指し、テレビは平日総合で約25分、教育で1時間の放送時間を増加。[1]
  - 総合テレビは午後7時台と10 時台にローカルニュースを新設。更にワイド番組新設、聴取対象別番組の集中化を図る。[1]
  - この改定日に、総合では大阪局制作による『現代人間模様』、教育では音楽教育番組『音楽の窓』が放送開始。[1]
- 7日 - NHK総合、子供向けニュース番組『こどもニュース』放送開始。[1][23]
- 9日 - NHK総合、主婦向けの教養実用番組『婦人百科』放送開始[1]。1993年3月25日まで続き、同年4月からは教育テレビで『おしゃれ工房』（新・婦人百科）となり、2010年3月24日まで続いた。
- 10日 - 皇太子御成婚パレードをNHK・民放各局で生中継。日本で最初のテレビ報道中継となった。[1]
  - NHKと民放各局がテレビカメラ100台、スタッフ1000人を動員。NHK、日本テレビ+フジテレビ、KRテレビ+NETテレビの各チームに分かれて中継を行った。
  - 日本テレビ+フジテレビでの中継では、同パレードに於いて、半蔵門を担当した日本テレビによる中継の一部で、2台のカラーカメラと1台のカラー中継車によって、日本で初めての、野外に於いてのカラー生中継を実施（日本テレビ以外のネット局はモノクロ放送）[注 3][24]。
  - 更に日本テレビでは同日20時から、この模様をカラー放送の特番『このよき日』で、テレビカメラとは別に35mmカラーフィルムで撮影した動画を放送。この番組の中では、日本初のカラーCMも放送された。[1][25][26]
  - 前述のご成婚パレード関係の他にこの日、NHK・民放各局で、ご成婚記念の特別番組が放送される（詳細は「#皇太子御成婚関係」の項を参照）。
- 11日
  - 日本テレビ、通常番組のカラー化を、ゴールデンタイムの一部の番組を皮切りに開始。レギュラーでの最初のカラー化は、『ヤシカゴールデンアワー』（この日は、舞踊劇『義経千本桜』を放送）[25][27]。更にこの日は、『きょうの出来事』とその後のスポーツ・ニュースも臨時にカラー放送となった。[28]
  - NETテレビにて、大宮敏光率いる「デン助劇団」による公開コメディ番組『デン助劇場』を開始（大宮は主演の他、脚本と演出も担当）。当初は土曜20:00 - 20:30で、その後変遷を繰り返しながら、1972年3月25日まで13年継続した。
- 12日 - 日本テレビ、『自民党から皆様へ』放送開始（ - 6月7日、全9回）。[1]
- 14日 - 日本テレビ、プロボクシングのカラー初中継を、当時の後楽園ジムから行う。[25][27]
- 15日 - 日本テレビ、スタジオドラマでは日本初のカラー放送による、「ヤシカゴールデン劇場・『赤い陣羽織』」を生放送。[1][25][27][29]
- 17日
  - NHK総合、初の自主制作による劇映画『こぐま物語』（作:乾信一郎）放送開始（ - 7月31日、全13回）。[1]
  - 日本テレビ、プロレスリングのカラー初中継を行う。[25][27]
- 29日 - NHK総合、隅田川で実施の『第28回早慶対抗ボートレース』を、移動艇上のカメラで全コース中継。[1][30]

5月
- 5日 - 関西テレビ、子供の日特番『テレビ海底をゆく』を生中継放送。和歌山県の衣奈沖から、潜水艇「白鯨号」と水中カメラ「KTVマリン」で海底の生態を探る内容で、ここで民放テレビ初の海底・水中からの生中継に成功。「第8回民放大会」の技術部門で奨励賞を受賞する。[31]
- 13日 - KRテレビ、水曜日と日曜日にて、プロ野球のナイター中継を開始。[10]
- 15日 - KRテレビ、カラーテレビ実験放送番組にて、東京国際見本市のイベント会場から、初のスタジオカラーカメラ実写によるカラー放送を行う。[注 4][10][32]

6月
- 1日 - ヤンマー一社提供の気象番組『ヤン坊マー坊天気予報』が、日本テレビほか全国の民放で放送開始（ - 2014年3月31日）。
- 2～3日 - NHK総合・民放各局で、第5回参議院議員通常選挙の開票速報を放送。[1]
  - NHK総合では、当選確実者の顔写真を初めてワイプで放送。[1]
- 12日 - フジテレビ、『ミスユニバース・ミスワールド選出日本大会実況』を中継放送（司会:トニー谷）。[1]
- 17日 - フジテレビ、渡辺プロダクション制作の歌謡番組『ザ・ヒットパレード』放送開始（ - 1970年3月31日）。[1]
- 25日 - NHK総合と日本テレビで、プロ野球天覧試合「巨人対阪神」戦（後楽園球場）を中継。巨人の長嶋茂雄が阪神の村山実投手からサヨナラホームランを打って伝説となる。[1]

7月
- 2日 - 日本テレビ、プロ野球巨人戦ナイター中継で初のカラー中継（この日は対大洋戦だった）。[1][25][27]
- 4日 - NHK総合・教育同時放送『学校放送 -かずとことば』[33][34]にて、鏡を利用した図面説明用装置アニライターを初めて使用。[注 5][1]
- 12日 - 日本テレビ、連続ドラマ『ママちょっと来て』放送開始（ - 1963年4月28日。脚本:野末陳平 ほか、出演:乙羽信子・千秋実 ほか）。本格的なホームドラマの先駆けとなる。
- 17日 - NHK総合、大磯ロングビーチから、特集納涼音楽番組『星空のプレリュード』を放送（ヘリコプター上の携帯テレビカメラ（ウオーキールッキー）も使用）。[1][35]

8月
- 5日 - 朝日放送、テレビ番組『開けゆく黒部峡谷』にて、立山山頂の黒部ダム工事現場から4段中継（現地から途中3カ所の経由拠点を経て中継すること）を実施。[21]。
- 8日 - 朝日放送、この日から開催された『第41回全国高等学校野球選手権大会』の放送にて、自社初の2000mm望遠レンズを使用。[21]
- 10日
  - NHK総合、松川事件でこの日最高裁が二審判決を破棄し、仙台高裁に差し戻す決定を受け、特別番組『松川事件の判決を省みて』を放送。[1][36]
  - フジテレビ系、プロボクシング世界フライ級選手権試合「パスカル・ペレス 対 米倉健志」を、東京体育館から中継。[1][37]
- 16日 - NHK教育、この日の番組『日曜見学』の「海底の散歩」の回（同月14日に沼津市三津浜でVTR録画）にて、トランジスターカメラを使用して、イルカの生態など放送。[1][38]
- 23日 - KRテレビ系、『東芝日曜劇場』にて、『カミさんと私』シリーズ放送開始（原作:土岐雄三、出演:伊志井寛・京塚昌子 ほか）。[1]
- 25日 - KRテレビ、教養番組『私は知りたい』で、脳外科手術を録画中継放送。[1]
- 27日 - 日本テレビ、開局6周年記念特別番組「バレエ『眠れる森の美女』」（チャイコフスキー作曲）放送（出演:マーゴット・フォンティン ほか）。[1]

9月
- 2日 - よみうりテレビ（YTV）・日本テレビ系にて、コメディ時代劇『頓馬天狗』放送開始（ - 1960年12月24日、全70回。作：花登筺、出演：大村崑・芦屋雁之助・芦屋小雁 他。大塚製薬一社提供）[39]。大村の「姓はオロナイン、名は軟膏」の決め台詞が評判となる。第5話（9月30日放送）まで制作局のYTVは毎週水曜日の18時15分からの放送で[39][40]、日本テレビでは3日遅れで毎週土曜日の13時15分からの放送だったが[41]、第6話（10月3日放送）からは一部局を除き全国同時ネットで、毎週土曜日の19時からの放送となった[42][注 6]。
- 10日 - 日本テレビ、『ビクター歌のパレード』内にて、日本で初めてカラークロマキーによる画面合成を実用化する。[1][44][45]
- 19日 - NHK総合、当時米を訪問中のソ連の最高指導者、ニキータ・フルシチョフ首相の、ワシントン・ナショナル・プレスクラブにて行われた演説と記者会見を、特別番組『フルシチョフ首相演説と記者会見』として放送。[注 7][1][46]

10月
- 1日
  - NHK主催による安保条約改定是非での自民・社会両党立会討論会を、9月26日から10月4日まで東京・大阪など8都市で巡回実施。NHK総合では、この日の東京・産経ホールでの討論会を特別番組『自民・社会両党立会討論会 「安保條約の改定は是か非か」』として、ラジオ第1と同時に中継放送。[1][47]
  - 日本テレビ、一話完結の単発ドラマ番組『愛の劇場』放送開始[注 8]（ - 1963年9月30日）。第1回のこの日は「心ごころ」（脚本:田中澄江、出演:村上冬樹・日高澄子 ほか）が放送された。[1]
- 2日 - 日本テレビ、連続テレビドラマでは日本初の初回からカラー放送の番組『花と光と』放送開始。[注 9][1][50]
- 5日
  - NHK、テレビ番組改定。総合・教育テレビの放送時間を各1日1時間増加、婦人番組を拡充。[1]
    - 上記の改定による新番組の1つとしてこの日、NHK総合にて、子供向け番組『おかあさんといっしょ』放送開始。2025年現在も教育テレビ（Eテレ）にて継続中。[1]

  - 毎日放送にて、毎日映画社との共同制作による皇室情報番組『皇室アルバム』放送開始（2025年4月現在も継続中）。[20]
- 7日 - NHK総合、この日放送の『婦人百科』の「ペン習字」の放送にて、俯瞰（ふかん）ショット用ミライター装置を初使用。[1]
- 9日
  - NHK総合、大阪放送局制作による文化庁芸術祭参加ドラマ『日本の日蝕』放送（脚本:安部公房、演出:和田勉、出演:伊藤雄之助 ほか）。このドラマで演出を担当した和田勉が芸術祭奨励賞を受賞。[1][51][52]
  - 朝日放送、東南アジア、アフリカ、ヨーロッパ8ヵ国を海外取材したテレビ報道番組『国境を越えて』を放送。[21]
- 10日
  - NHK東京教育、カラーテレビ実験放送枠のミュージカルドラマ『虹の歌』（作:高見沢文江）にて、前月の日本テレビに続き、クロマキーによる画面合成を自局で初めて実施。[1]
  - 日本テレビ系、ドラマ仕立てのドキュメンタリー番組、『シャープクライマックス 人生はドラマだ』放送開始（ - 1960年3月12日、全23回。早川電機工業（後のシャープ）の一社提供）[53][54]。カラー放送で当初は生放送だったが、12月5日放送回からはカラーVTR収録による撮って出しとなった（後述）。尚、この番組の制作費は1か月につき1000万円と当時としては巨額で、新聞ニュースにもなるほどだった[53]。
- 11日
  - NHK総合、NHK初のフランス制作のドラマシリーズ、フランス国営放送（RTF）制作の劇映画『ルクレール兄弟の旅（原題:Le tour de France par deux enfants）』放送開始（ - 1960年07月24日、全39回）[55]。この番組にて、NHK初の日本語吹き替えを実施。[1]
  - NHK教育、『原子力時代の物理学』放送開始（ -1961年11月28日）。米・NBCテレビの教育番組「コンチネンタル・クラスルーム」に、物理学者の柿内賢信（東京大学教授）が日本語の解説をつけ、「基礎物理学編」と「原子物理学編」に分けて放送。テレビによる大学教育の実例として紹介され、当時の教育界にも影響を与えた。[1][56]。
- 18日
  - NHK教育、『芸術劇場』にて、文化庁芸術祭参加ドラマ『ある町のある出来事』放送（原作:レジナルド・ローズ、訳・翻案:江上照彦、演出:梅本重信、出演:殿山泰司・下条正己ほか）[1][57]。同奨励賞を受賞[52]。
  - KRテレビ、クイズ番組『百万円 Xクイズ』放送開始（ - 1961年6月30日）。[1]
- 27日 - NHK総合、NHKが前日に招へいし来日した、ヘルベルト・フォン・カラヤン指揮、ウィーン・フィルハーモニー管弦楽団（当時NHKでは「交響楽団」と表記）の特別演奏会を、NHKホール（内幸町）からラジオ第1と同時に生中継[58]。この放送で、ラジオ・テレビによるモノラル2波を使ったステレオ放送を実施[59][60]。尚、同メンバーによる公演は東京・大阪・名古屋で9回行われ、内2回は「伊勢湾台風 NHKたすけあい」協賛演奏会として開催[1]。テレビではこの他に、翌11月1日にNHK教育『芸術劇場』枠で[61]、11月6日に再度別プログラムで特別演奏会が総合テレビ（ラジオ第1と同時）で放送された[62]。

11月
- 3日
  - NHK総合、ドキュメンタリー『山の分校の記録』第1部を放送。第2部は翌1960年3月22日に、総集編が1960年5月5日に放送され、後にイタリア賞トリエステ観光協会賞を受賞。[1][63]。
  - 朝日放送、『全日本グライダー選手権大会』（八尾）を飛行機上から初中継。[1]
- 5日 - 関西テレビ（KTV）・フジテレビ系、プロボクシング・世界フライ級タイトルマッチ「パスカル・ペレス 対 矢尾板貞雄」戦を、大阪プール（特設リング）から実況中継。関西地区ではKTV調査で75.9%の驚異的視聴率を記録。[64]
- 9日 - 読売テレビ、立命館大学の協力を得て、『テレビ大学』連続公開講座の放送開始（1963年1月から『テレビ大学講座』となり、1965年終了）。[1][65]
- 20日 - KRテレビ系、『サンヨーテレビ劇場』にて、文化庁芸術祭参加ドラマ『いろはにほへと』を放送。この年の芸術祭賞を受賞。[1][66][52]
- 27日 - 安保改定阻止統一行動の総評・全学連などデモ隊国会構内乱入事件が発生。これを受け、NHK総合にて22時から特別番組『デモ隊国会構内乱入』（フィルム構成・座談会）を放送。[1][67]
- 28日 - NET、米CBS制作のテレビ映画『ローハイド』放送開始（ -1965年3月28日[注 10]。出演:エリック・フレミング、クリント・イーストウッド ほか。洋酒の寿屋（当時。後のサントリー）一社提供）[1][68]。NET初期の看板番組の1つとなる程の大ヒットとなり、1961年8月の視聴率調査では、43.4％の最高視聴率を記録した[69]。フランキー・レインによる主題歌も大ヒットし、番組放送当時、競合他局であるフジテレビの歌謡番組『ザ・ヒットパレード』に、「ローハイドのテーマ」の葉書リクエストが殺到する事態まで発生した[70]。

12月
- 3日 - 日本テレビ系、米NBC制作の音楽バラエティ番組『ペリー・コモ・ショー』（Perry Como's Kraft Music Hall）放送開始（全12回。米NBCからダビングされたカラービデオテープを再生、日本語字幕を入れて放送。ニッカウヰスキー一社提供）。この日の第1回放送にて、送出局の日本テレビで、日本初のカラーVTRによる放送が行われる[1][44][71][72]。同回のゲストには、コニー・フランシス、ベニー・グッドマン、セレステ・ホルムらが出演した[65]。
- 5日 - 日本テレビで、この日放送の『シャープクライマックス 人生はドラマだ』第9回「ダニエル建・井上」にて、日本国内スタジオでの初のカラーVTR収録番組が放送(放送2日前の12月3日に収録)。[44][71][72]
- 6日 - フジテレビ、米CBSのテレビ映画『拳銃無宿』放送開始（ - 1961年12月30日。出演:スティーブ・マックィーン ほか）。[1][73]
- 8日 - よみうりテレビ、コメディー『親バカ子バカ』放送開始（ - 1960年4月、全21回。出演:二代目 渋谷天外・藤山寛美 ほか）。[1][65]
- 10日 - NHK総合、『海外取材番組』放送開始。1978年度まで放送される長寿番組となる。最初のシリーズは『アフリカ大陸を行く』を放送（ - 1960年3月27日、全10回）。[1][74]
- 13日 - KRテレビ系にて、兼高かおる（ツーリストライター）が世界各国を旅する紀行番組『兼高かおる世界飛び歩き』放送開始。後年開始され長寿番組となる『兼高かおる世界の旅』へと続くシリーズとなる。[1]
- 14日 - 在日朝鮮人の帰還事業として、北朝鮮帰還第1船がこの日、新潟港から出港。この模様を、NHK総合とKRテレビ・JNN系列が中継。
  - NHK総合では、実況生放送とフィルムによる特別番組『北朝鮮帰還第1船を送る』を放送。[1][75]
  - KRテレビ・JNN系列では、JNN報道特番として、系列18局に同時生中継を行う。制作には地元ラジオ新潟（後の新潟放送）を含め、JNN加盟7局が協力して行った。[76]
- 27日 - 第1回日本レコード大賞授賞式が開催され、KRテレビで放送。大賞受賞曲は水原弘の『黒い花びら』。[1]
- 31日 - NHK総合、『第10回NHK紅白歌合戦』放送。

## その他テレビに関する話題
1月
- 1日 - 長崎放送がテレビ放送を開始。[1]
- 9日 - 日本教育テレビがテレビ放送の本免許を郵政省から取得。[77]
- 1月10日 - NHK教育テレビジョンが開局、東京で放送を開始（JOAB-TV）[1]。2011年6月1日より対外的名称として「Eテレ」を使用[78]。
  - これに伴い、従来のNHKのテレビ放送は「総合テレビ」という名称となる。
- 31日 - 東映、テレビ部を発足させてテレビ映画の製作開始。東宝、松竹もこれに続く。[1]

2月
- 2月1日 - 日本教育テレビ（NETテレビ、JOEX-TV。後のテレビ朝日）開局。[1][5]
- 2日 - ラジオ東京テレビ（KR-TV、後のTBSテレビ）が、カラーテレビ実験局開局（JOKR-TVX）、同実験放送を開始。[1][9][10][11]
- 26日 - 当時ラジオ単営局の朝日放送とテレビ単営局の大阪テレビ放送が各々臨時株主総会を開き、共に同年6月1日の合併を決定する。翌27日には、合併作業完了までの呼称を「朝日放送大阪テレビ」、略称を「ABC-OTV」とすることを決定（3月1日に施行）。[21]

3月
- 3月1日
  - フジテレビジョン（JOCX-TV）開局。[1]
  - 毎日放送がテレビ放送を開始（JOOR-TV[注 11]）[1][20][79]。開局当初はNETテレビ・フジテレビとのクロスネットだった[注 12]。
  - 九州朝日放送（KBC）がテレビ放送を開始。[1]
  - フジテレビ・関西テレビ・東海テレビ・KBCの4局でネットワーク協定締結。
  - 大阪地区では毎日放送のテレビ開局により、前年末に朝日放送（ABC）と合併調印を交わし、前月に合併が正式決定した大阪テレビ（OTV）が「朝日放送大阪テレビ」（ABC-OTV）に改称。
- 3日 - 鳥取県に2局のテレビ局が開局。
  - NHK鳥取の総合テレビが放送開始。
  - 日本海テレビジョン放送（NKT）が開局。[1]
- 8日 - 電電公社、東京 - 大阪間のテレビ中継回線を、北陸経由ルート[注 13]に切り替える。[1]
- 11日 - 文部省、テレビの普及による子供への影響調査を初めて実施。その結果、小学校高学年と中学生が1日5時間以上視聴する「テレビっ子」と判明。[1]
- 13日 - 国会で放送法の一部改正案が成立。同月23日に公布、翌4月22日に施行。[1]
  - 放送番組の向上適正化措置として放送番組相互間の調和保持・番組審議会の設置と番組基準の制定・番組の事後保存などを定めたほか、NHKについては公共的使命の明確化と業務範囲の整理拡充（調査研究・民放への便宜供与など）・経営委員会と会長の分離・暫定予算制度の新設を、民放については特定の者からのみ番組供給を受ける協定の禁止（地方民放局の番組編成の自主性確保）・学校放送における広告の制限などを制定。また、放送局に対する郵政大臣の資料請求権を認めた。[1]
- 26日 - 芝電気、VTR実用機の公開実験を行う。[1]

4月
- 4月1日
  - NHK福島の総合テレビが放送開始。
  - NHK大阪の教育テレビが放送開始。[1]
  - 札幌テレビ放送（STV）、東北放送、ラジオ中国（後の中国放送）を始め、8局もの民放テレビ局が開局（詳細は「#開局・放送開始」の項を参照）。[1]
- 3日 - テレビの受信契約台数が200万件を突破。[1]
- 5日 - NHK東京（放送センター）、総合テレビと教育テレビのチャンネルが入れ替わる。これにより、総合テレビは1chに、教育テレビは3chとなる[1]。更に、総合テレビで放送していたカラー実験放送は教育テレビに移行する（同実験放送のチャンネル番号は引き続き同じ）。
- 8日 - 郵政省、民放のカラー実験放送（日本テレビ、KRテレビ）に於いてCM放映を認可する。[1]
  - これを受け日本テレビが、今まで昼間に1日約30分放送していた同実験放送を、ゴールデンタイムに1日30～60分放送する方向へ変更。2日後の皇太子御成婚記念特番『このよき日』を皮切りに実施。[80]
- 月内 - 厚生省薬務局が、藤沢薬品の白衣を着用した俳優のCMに対し、医薬品適性広告基準に違反すると放送中止を警告。テレビCMへの行政指導の最初となる。[1]

6月
- 1日
  - 朝日放送と大阪テレビが合併。これにより、朝日放送はラ・テ兼営となり、朝日放送テレビ（JONR-TV[注 14]）が正式に誕生。[1][21]
  - 東芝、ワイヤレスのテレビ・リモコン装置を発売。価格は2万円。[1]

7月
- 2日 - この日から映画館で上映された、米20世紀フォックス社製のムービートーンニュースの7月第1週の公開内容の中で、前月（6月）15日の札幌サーカス出火事件ニュースの上映に於いて、北海道放送（HBC)のテレビニュースを無断使用、著作権侵害として問題化。HBCは同月15日にこの件で20世紀フォックス社へ抗議、同月27日にフォックス社が陳謝した。[1]

8月
- 1日 - ラジオ東京テレビ（KR-TV、後のTBSテレビ）をキーステーションとする、ジャパン・ニュース・ネットワーク（JNN）が発足。発足時はKR-TVを始め、計16局が加盟した。[注 2][1]
- 28日 - 文部省、1960年度から辺地小・中学校にテレビ受信機設置の為の予算措置を決定。[1]

9月
- 1日
  - 岩手放送（後のIBC岩手放送）がテレビ放送を開始[1]。同時にJNNに加盟。
  - 中部日本放送、テレビの早朝放送を開始。[1]

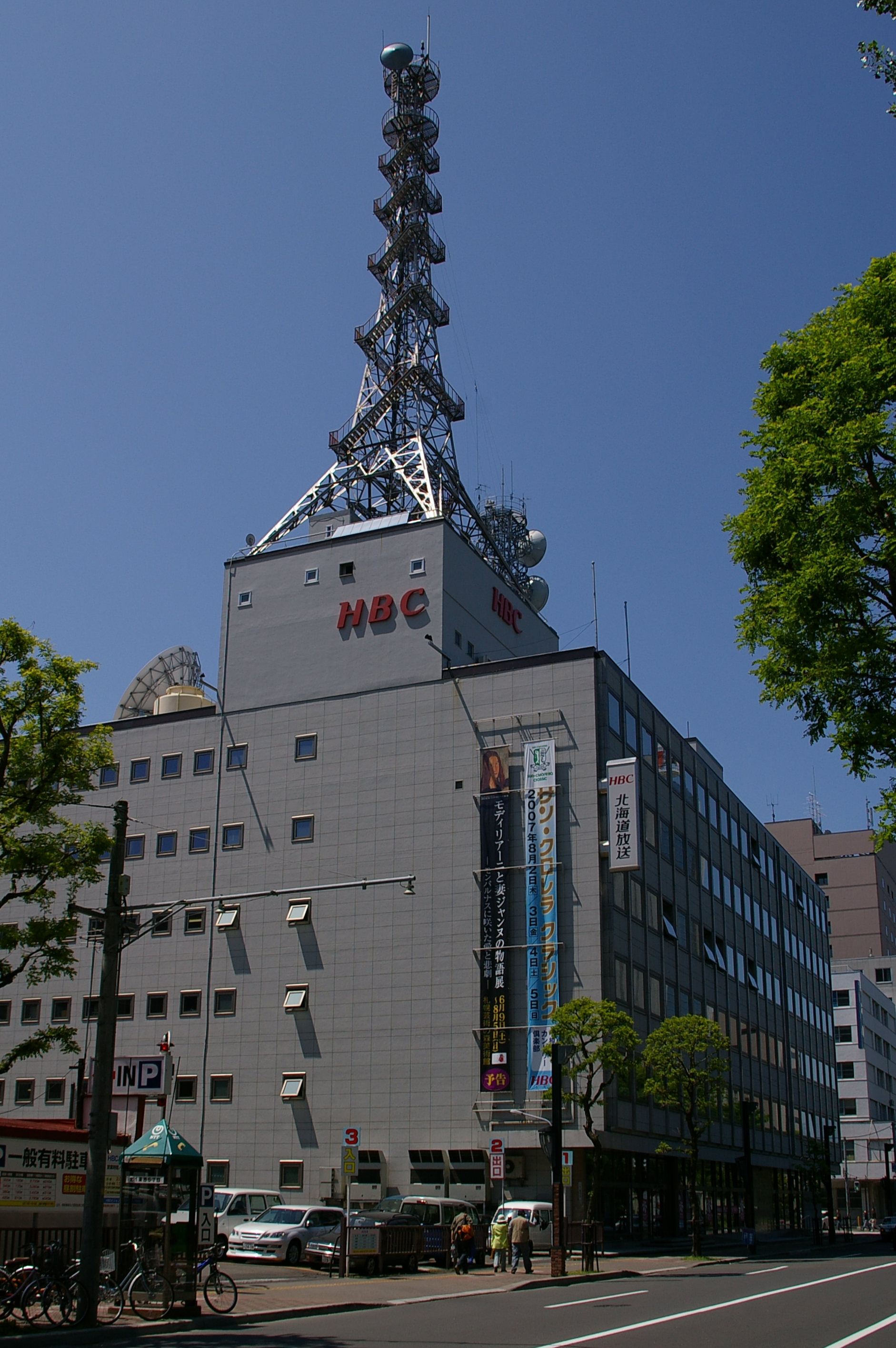
北海道放送「HBC会館」完成（9月2日）

- 2日 - 北海道放送（HBC）、札幌市中央区北1条西に新放送会館落成[注 15]。
- 14日 - 東芝、1ヘッドヘリカルスキャン（らせん状走査）による新方式のVTRの試作に成功。[1]
- 15日 - 日本テレビ、東京証券取引所第一部に民放初の株式上場。[1]
- 18日 - 郵政省、「一般放送事業者に対する根本的基準第9条の適用の方針」を決定（翌10月1日施行）。以下の民放免許の方針を規定し、マスメディア集中排除原則を明文化した。[1]
  - 放送局の複数支配の禁止
  - ラジオ・テレビ・新聞の3事業支配の禁止
  - 地域社会への貢献 など

10月
- 1日 - ラジオ青森、ラジオ山口、ラジオ大分の3局でテレビ放送を開始[1]。ラジオ大分は同時にJNNに加盟。
- 21日 - 民放連テレビ編成委員会、翌年開催されるローマオリンピック大会のテレビ放送について、NHKとの共同取材の方針を決定。[1]
- 23日 - 日本テレビ、米RCA社から日本で初の放送用2インチカラーVTRが納入される[注 16][44][45][71]。

11月
- 1日 - 沖縄初のテレビ放送局、沖縄テレビ放送（OTV、KSDW-TV[注 17]）が開局。[1]
- 8日 - フジテレビ・産経新聞・文化放送・ニッポン放送の4社共同で、テレビ・新聞・ラジオの3媒体を相互に利用する初の宣伝企画「立体CMクイズ」を実施。[1]

12月
- 8日 - この日のカラーテレビジョン調査会にて、日本のカラーテレビの方式を、米と同じで、日本の同実験放送で行われていたNTSC方式に決定(これを受け、同月25日に、当時の植竹春彦郵政大臣が発表。)。[1][81]
- 15日 - ラジオ山陰（後の山陰放送）がテレビ放送を開始[1]、同時にJNNに加盟。これに伴い、NKTがJNNから脱退する。
- 20日 - ラジオ山梨（後の山梨放送）がテレビ放送を開始[1]。

## 開局・放送開始
＊は、民放でテレビ開局に伴い、テレビ・ラジオ兼営局となった放送局。
1月
- 1日 - 長崎放送＊[1]
- 10日 - NHK教育テレビジョン（東京）[1]

2月1日
- 日本教育テレビ（NETテレビ、後のテレビ朝日）[1][5]

3月
- 1日
  - フジテレビ[1]
  - 毎日放送＊[1][20][79]
  - 九州朝日放送＊[1]
- 3日
  - NHK鳥取放送局
  - 日本海テレビジョン放送[1]
- 15日 - NHK徳島放送局
- 22日 - NHK青森放送局

- 札幌テレビ開局（4月1日。写真は当時の本社屋）
- ラジオ中国（後の中国放送）テレビ放送開始（4月1日。写真は当時の本社屋）

4月1日
- NHK福島放送局
- NHK大阪教育テレビジョン[1]
- 札幌テレビ放送[1]
- 東北放送＊[1]
- 北日本放送＊[1]
- ラジオ中国（後の中国放送）＊[1]
- 四国放送＊[1]
- ラジオ高知（後の高知放送）＊[1]
- ラジオ熊本（後の熊本放送）＊[1]
- ラジオ南日本（後の南日本放送）＊[1]

6 - 9月
- 6月15日 - NHK山口放送局
- 8月3日 - NHK福井放送局
- 8月24日 - NHK大分放送局
- 9月1日 - 岩手放送（後のIBC岩手放送）＊[1]
- 9月18日 - NHK甲府放送局

- ラジオ山口（後の山口放送）テレビ放送開始（10月1日。写真は徳山本社、当時）
- 沖縄テレビ開局（11月1日。写真は当時の本社屋）

10月
- 1日
  - ラジオ青森（後の青森放送）＊[1]
  - ラジオ山口（後の山口放送）＊[1]
  - ラジオ大分（後の大分放送）＊[1]
- 28日 - NHK松江放送局

11月1日
- 沖縄テレビ[注 18]

12月
- 15日 - ラジオ山陰（後の山陰放送）＊[1]
- 19日 - NHK山形放送局
- 20日 - ラジオ山梨（後の山梨放送）＊[1]
- 24日 - NHK帯広放送局
- 25日 - NHK秋田放送局
- 28日 - NHK釧路放送局

## テレビ番組

### テレビドラマ
NHK
- 日本の日蝕（総合） - 10月9日。文化庁芸術祭参加、演出の和田勉が同奨励賞を受賞。[1][52]
- ある町のある出来事（教育） - 10月18日。『芸術劇場』枠。文化庁芸術祭奨励賞を受賞。[1][52]

日本テレビ系
- 恋愛作法（日本テレビ）
- 愛の劇場[注 8]（日本テレビ）- 一話完結の単発ドラマ枠[1][82]
- 花と光と（カラー）（日本テレビ）- 10月2日放送開始。日本の連続テレビドラマでは初の初回からのカラー放送。[注 9][1][50][82]
- わが家の楽園（カラー）（日本テレビ）- 10月28日放送開始[48]
- 親バカ子バカ（読売テレビ）[65]

KRテレビ系
- 旗本退屈男（KRテレビ）
- カミさんと私（KRテレビ）シリーズ開始 - 8月23日[注 19]
- いろはにほへと（KRテレビ） - 11月20日[注 20]。文化庁芸術祭賞を受賞。[1][66][52]
- 夜の劇場（朝日放送）

フジテレビ系
- 東芝土曜劇場（フジテレビ）
- 三行広告（フジテレビ）
- 冗談ハイウェイ（フジテレビ）
- 不道徳教育講座（フジテレビ）
- セールスマン水滸伝（フジテレビ）
- 拳銃無宿（フジテレビ） - 米CBS放映[1]

NETテレビ系
- がんばれ!竜馬先生（NETテレビ）
- ローハイド（NETテレビ）- 米CBS制作[1][68]
- 日曜大法廷（NETテレビ）
- 風林火山（NETテレビ）
- 東芝家族劇場（NETテレビ）

### 子供向けドラマ
NHK
- ホームラン教室[1]
- ルクレール兄弟の旅 - フランス国営放送（RTF)制作、NHK初の日本語吹替番組。[1][55]

日本テレビ系
- ママちょっと来て（日本テレビ）
- 誘惑（日本テレビ）
- わが家の楽園（日本テレビ）
- お笑い珍勇伝 頓馬天狗→崑ちゃんのとんま天狗（読売テレビ）[39]

KRテレビ系
- 左近右近（KRテレビ）
- あるぷす大将（KRテレビ）
- フランキーの無闇弥太郎（朝日放送大阪テレビ→朝日放送）

フジテレビ系
- 事件買います（関西テレビ）
- 蝶々のなんでも相談所（関西テレビ）

NETテレビ系
- デン助劇場（NETテレビ）
- コロちゃんの冒険（NETテレビ）
- 瓦版繁盛記（NETテレビ）
- 番頭はんと丁稚どん（毎日放送）
- セキスイお笑い撮影所 ボクは迷監督（毎日放送）

### テレビアニメ
- ニコニコまんが劇場（2月5日開始。4月16日カラー化[83]）（日本テレビ）- 海外アニメ作品

### 特撮番組
- まぼろし探偵（KRテレビ）
- 豹（ジャガー）の眼（KRテレビ）
- 少年ジェット（フジテレビ）
- 鉄腕アトム（毎日放送 / フジテレビ）
- 七色仮面（NETテレビ）

### バラエティ番組
- お笑いアンデパンダン（日本テレビ）
- ゆうもあ法廷（カラー）（日本テレビ）[82]
- スター千一夜（フジテレビ）[1]
- おとなの漫画（フジテレビ）[1]
- クレージーキャッツショー（フジテレビ）
- お笑いタッグマッチ（フジテレビ）

### クイズ番組
- 百万円 Xクイズ（KR→TBS）[1]

### 音楽番組
- 音楽夜話（NHK教育）[1][3]
- 音楽の窓（NHK教育）[1]
- 『ペリー・コモ・ショー』（Perry Como's Kraft Music Hall）（カラー）（日本テレビ）- 米NBC制作。第1回は日本初のカラーVTRによる放送。[1][44][71][72][65]
- 日本レコード大賞（KR→TBS）
- ザ・ヒットパレード（フジテレビ）[1]
- 歌の饗宴（フジテレビ）
- NHKイタリア歌劇団 第2次公演（NHK総合・教育）

### 芸能番組
- 芸術劇場（NHK教育）- 第1期[1]

### 報道・情報番組
- けさのニュースから（NHK総合）[1][2]
- 日本の課題（NHK総合）
- 皇室アルバム（毎日放送）[20]

### 教育・教養・ドキュメンタリー番組
- 婦人百科（NHK総合）
- テレビ婦人の時間（NHK総合）[1]
- おかあさんといっしょ（NHK総合）[1]
- 山の分校の記録（NHK総合）[1]
- アフリカの動物（NHK総合）
- 危険な職業（カラー）（NHK）- カラーテレビ実験放送枠。米NBC制作によるカラーフィルム番組。
- 教師の時間（NHK教育）- NHK教育テレビ初のレギュラー番組[1][3]
- おててつないで（NHK教育）
- 大きくなる子（NHK教育）
- たのしい教室（NHK教育）
- 理科教室小学校5年生（NHK教育）
- 理科教室小学校6年生（NHK教育）
- 理科教室中学校1年生（NHK教育）
- 理科教室中学校2年生（NHK教育）
- 理科教室中学校3年生（NHK教育）
- 日曜見学（NHK教育）
- 原子力時代の物理学（NHK教育）[1][56]
- シャープクライマックス 人生はドラマだ（カラー）（日本テレビ）[53][54]

### 紀行番組
- 兼高かおる世界飛び歩き（KRテレビ）[1]
- 真珠の小箱（毎日放送）[1][20]

### 特別番組

#### 日本教育テレビ（NET）開局記念番組
- 2月1日[7]
  - テレビ時代の教育
  - よい子に贈るパレード（東京体育館より中継）
  - 宰相登場
  - 宇宙への招待
  - NET誕生
    - 第1部「勝三郎連獅子」
    - 第2部「華々しき招待」

  - 初木遺調子春風
  - NET祝賀コンサート
- 2月2日[84]
  - 美空ひばりショー・歌声は虹の彼方へ
  - ラディスラブ・ヤーセック 特別演奏会
- 2月5日[84]
  - ドラマ「あなたは赤面しないか」
- 2月7日[84]
  - 音楽番組「60分世界一周」

#### 皇太子御成婚関係
- 4月10日
  - NHK総合(この日の総合テレビの番組表については、放送当日のNHKクロニクルに記載されている。)
    - 皇太子さまおめでとう(18:00～18:35) - 音楽と舞踏による祝祭ステージ。[26][85]
    - 皇太子殿下御結婚祝賀演奏会 ～NHKホールから～(19:30～20:00) - 記念音楽(クラシック)演奏会。ラジオ第1と同時放送。[26][86]

  - 日本テレビ
    - 皇太子さまご結婚慶祝都民の夕(18:00～19:00)  - 国立競技場から生放送。[26]
    - 皇太子ご結婚慶祝番組『このよき日』(20:00～21:00)（カラー）- 日本初のカラーCMが放送。司会:三国一朗。[25][26]

  - ラジオ東京テレビ
    - おめでとうパレード(18:00～20:00) - 音楽、歌謡と舞踏によるバラエティー祝祭ステージ(構成:キノ・トール、三木鮎郎)。[26]
- 4月11日 
  - 皇太子殿下御結婚特集(カラー映画～4月10日撮影)（カラー）（NHK教育）- カラー実験放送枠(東京ローカル)での放送。[87]
- 4月14日
  - カラー短編映画『プリンス・アキヒト』（カラー）（ラジオ東京テレビ）- 同局のカラー実験放送枠にて放送。[88][89]

### 既存番組のカラー化
年内開始番組を除く
- きょうの出来事（日本テレビ）- 4月11日がカラー放送[28]
- スポーツ・ニュース（日本テレビ）- 4月11、12日がカラー放送[28][90]
- ヤシカゴールデンアワー（日本テレビ）- 4月11日より[25][28]
- キングアワー（日本テレビ）- 4月12日より[90]
- テレビスコープ（日本テレビ）- 4月13日より[91]
- プロボクシング中継（日本テレビ）- 4月14日より（当初カラーは後楽園ホールからの中継のみ）[25][27]
- ビクター歌のパレード（日本テレビ）- 4月16日より[83][92]
- 日本プロレス中継（日本テレビ）- 4月17日より（当初カラーは後楽園ホールからの中継のみ）[25][27]
- 歌はあなたとともに（日本テレビ）- 4月22日より[93]
- 花王ワンダフルクイズ（日本テレビ）- 4月24日、及び5月8日より毎週[注 21][94]
- プロ野球中継（日本テレビ）- 7月2日より（当初カラーは後楽園球場からの中継のみ）[25][27]
- 新吾十番勝負（日本テレビ）- 7月14日[95]、8月11日[96]、及び9月8日からは毎週カラー放送[49]。
- この人を（日本テレビ）- 7月21日より[97]